# Davidijordania
Genre
Davidijordania est un genre de poissons de la famille des Zoarcidae. 
Le nom Davidijordania commémore l'ichtyologiste américain David Starr Jordan (1851-1931).

## Liste d'espèces
Selon ITIS:
- Davidijordania brachyrhyncha (Schmidt, 1904)
- Davidijordania jordaniana Schmidt, 1936
- Davidijordania lacertina (Pavlenko, 1910)
- Davidijordania poecilimon (Jordan et Fowler, 1902)